# Luís Cabral
Luís de Almeida Cabral (Bisáu, 10 de abril de 1931-Torres Vedras, Portugal, 30 de mayo de 2009) fue el primer presidente de Guinea-Bisáu y medio hermano de Amílcar Cabral. Irónicamente falleció pocos meses después del brutal asesinato del hombre que lo depuso a manos de milicianos no identificados por la muerte del oficial Batista Tagme Na-Wai.

## Biografía
La familia paterna de Cabral es originaria de Cabo Verde; sin embargo, él nació en Bisáu. Perteneció al movimiento de independencia establecido en 1956 como Partido Africano para la Independencia de Guinea y Cabo Verde (PAIGC), al igual que su medio hermano Amílcar Cabral, y condujo desde 1963 a 1974 una guerra de guerrillas contra Portugal. El ascenso de Luis Cabral al liderazgo comenzó en 1973, tras el asesinato en Conakri, Guinea, de Amilcar Cabral, el renombrado intelectual panafricano y fundador del PAIGCV. Líder del partido, por entonces dedicado a la lucha por la independencia del dominio portugués de Guinea-Bisáu (entonces conocida como Guinea portuguesa) y Cabo Verde, se enfrentó a Arístides Pereira, que luego se convertiría en presidente de Cabo Verde. La rama de Guinea-Bisáu del partido, sin embargo, siguió a Luis Cabral. Con la declaración de independencia formal de Guinea-Bisáu, Cabral fue elegido presidente de la República por una asamblea indirectamente elegida en el territorio controlado por la guerrilla.
A continuación del golpe de Estado de abril de 1974 en Lisboa (Revolución de los Claveles) el nuevo gobierno revolucionario izquierdista de Portugal aceptó la independencia de la Guinea portuguesa, como Guinea-Bisáu, el 10 de septiembre de ese mismo año, a pesar de que el PAIGC había proclamado unilateralmente la independencia del país un año antes, y la misma había sido reconocida por muchos Estados socialistas y no alineados de la Organización de las Naciones Unidas. Luis Cabral se transformó en presidente de Guinea-Bisáu. Un programa de reconstrucción nacional y desarrollo, de inspiración socialista (con el apoyo de la URSS, China, pero también países nórdicos) comenzó. El acceso a la educación y la sanidad ha mejorado considerablemente en pocos años. Pero señales de inestabilidad estaban presentes en el partido desde la muerte de Amílcar Cabral y la independencia. Algunas secciones del partido acusaron a Luis Cabral y los otros miembros de origen caboverdiano de dominar el partido. Entonces, alegando ello, el primer ministro y excomandante de las fuerzas armadas, João Bernardo Vieira, produjo su caída el 14 de noviembre de 1980 en un golpe militar. 
Luis Cabral fue entonces arrestado y puesto en prisión durante 13 meses. Después, a comienzos de 1982, fue enviado al exilio, primero en Cuba, que ofreció recibirlo, luego (en 1984) en Portugal, donde el gobierno lo recibió y le otorgó condiciones para vivir con su familia.
Poco después de ser nombrado primer ministro a continuación de la guerra civil de Guinea-Bisáu de 1998, Francisco Fadul llamó al retorno de Cabral del exilio en diciembre de 1998. Cabral dijo en respuesta, en el periódico portugués 24 horas, que estaba dispuesto a volver al país, pero no mientras Vieira permaneciese en el poder; Vieira había dicho que no podía garantizar la seguridad de Cabral, y Cabral dijo que como resultado, temía por su vida en caso de que retornara mientras Vieira seguía siendo presidente. El 22 de octubre de 1999, luego de la caída de Vieira, el líder golpista Ansumane Mané invitó a Cabral a retornar, otorgándole un pasaporte que lo designaba como "Presidente del Consejo de Estado de Guinea-Bisáu" mientras estaba aún en Lisboa. Volvió a Bisáu a mediados de noviembre de 1999, diciendo en tal ocasión que no quería volver a desarrollar actividades políticas o reintegrarse al PAIGC.